# Bochum Challenger 1993
Il Bochum Challenger 1993 è stato un torneo di tennis facente parte della categoria ATP Challenger Series nell'ambito dell'ATP Challenger Series 1993. Il torneo si è giocato a Bochum in Germania dal 24 al 30 maggio 1993 su campi in terra rossa.

## Vincitori

### Singolare
Mikael Pernfors ha battuto in finale  Sergio Cortés con il punteggio di 6–4, 0–6, 6–2

### Doppio
Marten Renström /  Joost Winnink hanno battuto in finale  Jon Ireland /  Andrew Kratzmann con il punteggio di 6–3, 2–6, 7–5